# City never sleeps
City never sleeps is een studioalbum van Gert Emmens.

## Inleiding
Emmens levert al jaren albums af met elektronische muziek, af en toe met invloeden van de progressieve rock. City never sleeps is volgens hem een album met filmische muziek; de subtitel geeft dat al aan: "Original motion picture soundtrack". Echter de bijbehorende film is er (nog) niet. Emmens schreef/improviseerde de muziek rond een zelf bedacht thema; iemand van het land verhuist naar de grote stad met haar grotere hectiek. Ook ervaart hij de eenzaamheid tussen al de stadsbewoners (Alone in a city full of strangers). Alle bedoelingen werden omgezet in voor Emmens gangbare melodieuze muziek, symfonische beelden met ondersteunende sequencers met een ruimtelijk klinkende piano, waarbij de nadruk ligt op sfeerbeelden. Daar waar Emmens zich doorgaans houdt aan lange tracks, is dat bij City never sleeps niet het geval; de langste track duurt 7,5 minuten. Sommige tracks houden abrupt op; een vergelijking met de (film)muziek van Tangerine Dream uit de jaren tachtig werd dan ook snel gemaakt.

## Musici
- Gert Emmens – synthesizers, elektronica

## Muziek
| Nr. | Titel                                              | Duur |
| --- | -------------------------------------------------- | ---- |
| 1.  | Main theme (long version) (Emmens)                 | 4:18 |
| 2.  | Getting in touch with yourself (Emmens)            | 4:44 |
| 3.  | Dad’s funeral (Emmens)                             | 3:44 |
| 4.  | City never sleeps (part 1) (Emmens)                | 5:18 |
| 5.  | Surrender to loneliness (Emmens)                   | 3:30 |
| 6.  | Back to work (Emmens)                              | 4:28 |
| 7.  | Alone in the city full of strangers (Emmens)       | 3:27 |
| 8.  | Nightwalk (Emmens)                                 | 7:35 |
| 9.  | The day Max the cat went missing (Emmens)          | 4:07 |
| 10. | The new neighbour (and how lovely she is) (Emmens) | 5:46 |
| 11. | At the cemetery (Emmens)                           | 4:26 |
| 12. | City never sleeps (part 2) (Emmens)                | 6:42 |
| 13. | Where are we going? (Emmens)                       | 1:53 |
| 14. | An unexpetced birthday party (Emmens)              | 2:27 |
| 15. | Main theme (short version) (Emmens)                | 2:31 |
| 16. | End credits (Emmens)                               | 4:18 |